# Homer (Michigan)
Homer – wieś w Stanach Zjednoczonych, w stanie Michigan, w hrabstwie Calhoun.